# Washington County, Maryland
 Washington County är ett county i nordvästra delen av delstaten Maryland. Den administrativa huvudorten (county seat) är Hagerstown som ligger cirka 130 km nordväst om delstatens huvudstad Annapolis och omedelbart söder om gränsen till delstaten Pennsylvania. Countyt är det första som fick sitt namn efter George Washington, USA:s förste president. 
Countyt ingår i storstadsområdet Washington – Baltimore – Washington-Baltimore Metropolitan Area.

## Geografi
Enligt United States Census Bureau så har countyt en total area på 1 211 km². 1 187 km² av den arean är land och 24 km² är vatten. 

### Angränsande countyn
- Fulton County, Pennsylvania - nordväst
- Allegany County - väst
- Morgan County, West Virginia - sydväst
- Berkeley County, West Virginia - syd
- Jefferson County, West Virginia - syd
- Loudoun County, Virginia - sydöst
- Frederick County - öst
- Franklin County, Pennsylvania - nordöst

### Större städer och samhällen
- Hagerstown, med cirka 37 000 invånare
- Boonsboro
- Halfway
- Hancock
- Maugansville
- Paramount-Long Meadow
- Robinwood
- Smithsburg
- Williamsport